# Christian Tombrink
Christian Tombrink (* 2. Mai 1963 in Berlin) ist ein deutscher Jurist, Richter am Bundesgerichtshof und Mitglied des gerichtsähnlichen Kontrollorgans des Unabhängigen Kontrollrates.

## Leben
Tombrink studierte in Berlin Rechtswissenschaft und absolvierte dort anschließend sein Referendariat. Im März 1990 begann er seine berufliche Laufbahn im höheren Justizdienst des Landes Berlin. Hier fand er als Richter auf Probe beim Landgericht Berlin und beim Amtsgericht Neukölln Verwendung und war zeitweise zur Senatsverwaltung für Justiz abgeordnet, wo er als Grundsatzreferent der Justizsenatorin tätig war. Im Jahre 1993 erfolgte seine Ernennung zum Richter am Landgericht Berlin.
Im Mai 1994 trat er in den Justizdienst des Landes Brandenburg ein. Hier wurde er zunächst an das Brandenburgische Oberlandesgericht abgeordnet. 1996 wurde er dort zum Richter am Oberlandesgericht befördert. Ein Jahr später übernahm er den stellvertretenden Vorsitz des 1. Zivilsenats, der vorwiegend mit dem Arzthaftungs- und Presserecht befasst ist. Zudem wurden ihm verschiedene Verwaltungsaufgaben übertragen. 2009 wurde er zum Richter am Bundesgerichtshof ernannt und dem III. Zivilsenat zugewiesen. Seit 2019 gehört er außerdem dem Senat für Notarsachen an. Nachdem Stephan Seiters Vorsitzender des VI. Zivilsenats geworden war, wurde er in dessen Nachfolge stellvertretender Vorsitzender des III. Zivilsenats.
Das Parlamentarische Kontrollgremium hat Tombrink am 21. Mai 2021 als Mitglied des gerichtsähnlichen Kontrollorgans des Unabhängigen Kontrollrates gewählt, der ab dem 1. Januar 2022 als Nachfolger des Unabhängigen Gremiums der Kontrolle der Fernmeldeaufklärung des Bundesnachrichtendienstes dient.
Tombrink ist auch durch wissenschaftliche Veröffentlichungen zu Grundsatzfragen der rechtsprechenden Gewalt hervorgetreten, beispielsweise zur Amtshaftung für fehlerhafte Gerichtsentscheidungen und zur willkürlichen Verweisung von Rechtsstreitigkeiten. In seiner evangelischen Kirchengemeinde betätigt er sich als Laienprediger.